# 예수교대한성결교회
예수교대한성결교회(-敎大韓聖潔敎會, Jesus Korea Sungkyul Church)는 1961년 세계 교회 협의회 가입 추진에 반발한 대한민국의 성결교 분열로 기독교대한성결교회로부터 분리, 발생한 성결교 교단을 말한다.
| 예수교대한성결교회 | 예수교대한성결교회                                                                          |
| ------------------ | ------------------------------------------------------------------------------------------- |
| 분류               | 개신교                                                                                      |
| 신학지향           | 웨슬리안 성결운동                                                                           |
| 정치체제           | 장로제 (대의민주제)                                                                         |
| 연합활동           | 한국교회총연합 한국성결교회연합회 The International Conference of the Wesleyan Church       |
| 지역               | 대한민국                                                                                    |
| 창립자             | 김상준 및 정빈                                                                              |
| 기원               | 1907년 5월 30일 경성 염곡(현, 종로2가 관철동)                                               |
| 모체               | 만국성결교회 (International Apostolic Holiness Church) 동양선교회 (현, One Mission Society) |
| 교회수             | 0,000개                                                                                     |
| 교인수             | 000,000명 (국내 000,000명)                                                                  |
| 웹사이트           | sungkyul.org                                                                                |

## 역사
1907년 5월 2일 동경성서학원에서 공부한 김상준과 정빈 두 사람이 찰스 카우만, 어니스트 길보른 선교사와 함께 동경에서 귀국하여 전도활동을 준비하였다. 동양선교회 (OMS)의 지원으로 서울의 중심지인 종로 염곡이라 불리는 종로 2가(현, 관철동)에서 동양선교회 복음전도관 (Oriental Missionary Society Gospel Mission Hall)이란 간판을 붙이고 번화한 길거리에 나가 큰 소리로 복음을 외치며 전도활동을 펼치기 시작한 것이 예수교대한성결교회의 시작이다.
태평양전쟁 동안, 일본제국에 의해 일본과 조선의 성결교회는 성경에 기술되어 있는 재림론을 그대로 고수하여 모진 박해를 받았다. 재림론이 문제가 된 이유는 천황도 하나님을 믿지 않으면 심판을 면치 못하는 인간이냐 아니냐 하는 문제에서 성결교회는 천황도 인간에 불과하고 예수 그리스도의 심판을 필할 수 없는 존재라는 입장을 굽히지 않았기 때문이다. 이는 재림교리가 일본의 국체에 위배된다는 이유로 1942년에는 일본의 성결파 계열 교회들이, 1943년에는 조선의 성결교회가 차례로 해산되고 말았다. 해방 이후 1946년 4월, 총회가 재건(再建)되었다. 1948년 4월, 대의민주제도로서의 장로제를 정치제도로서 채택했다. 1949년 기독교대한성결교회로 교단명을 변경했다. 그러나, 한국전쟁 발발로 여러 교회와 교인들이 공산군에게 박해와 순교를 당했다.
일제강점기인 1943년 12월 성결교회의 사중복음(중생, 성결, 신유, 재림) 특히, 그리스도가 산 자와 죽은 자를 심판하러 다시 오신다는 종말론적 교리인 재림교리가 일본국체에 위배된다는 이유로 성결교단이 강제 해산되고 많은 교역자와 신도들이 옥고를 치르었고 일부는 순교를 당하게 되었다.
광복 후, 1946년 4월 교단을 재건하여 총회를 재조직하고 교단명을 ‘기독교조선성결교회’로 변경하였다. 이후 1949년 '기독교대한성결교회'로 교단명을 변경하였다. 하지만 1961년, 기독교대한성결교회 16대 교단 총회가 진행되는 가운데 세계 교회 협의회 (WCC) 가입 안건과 관련하여, 가입에 반대하는 교단 인사들이 총회에서 퇴장하여 “복음진리수호동지회”를 별도로 조직하였다. 이 사건으로 인해 기독교대한성결교회로부터 분리하여 예수교대한성결교회를 설립하게 됨으로써 성결교단이 분열되었다.
신학교육기관으로는 경기도 안양시에 소재하는 성결대학교가 있으며, 언론기관으로는 신학잡지인 《성결》과 교단 신문인 《성결신문》이 있다. 중생, 성결, 신유, 재림이라는 사중복음으로 교단의 신학적인 성격을 설명한다.

## 같이 보기
- 성결교
- 한국의 성결교회
- 기독교대한성결교회
- 대한기독교나사렛성결회
- 성결대학교
- 성결신문
- 김응조 (목회자)
- 기독교대한성결교회 역대총회장
- 찰스 카우만